# Nikolaj Ogarkov
Nikolaj Vasiljevič Ogarkov (30. října 1917, Molokovo – 23. ledna 1994 v Moskvě) byl maršál Sovětského svazu, náčelník Generálního štábu Sovětské armády a velitel vojsk Západního strategického směru.

## Život
Narodil se do rolnické rodiny. V září 1937 absolvoval energetiku na Dělnické fakultě (RabFak) a rok studoval na Moskevském technicko-stavebním institutu. Roku 1938 vstoupil do Rudé armády, absolvoval Astrachaňské střelecko-kulometné učiliště a roku 1941 i Kujbyševovu vojensko-technickou akademii. Po napadení Sovětského svazu Německem v červnu 1941 sloužil jako plukovní ženista u Západního a Karelského frontu. Od září 1941 do února 1942 působil jako starší ženista pro fortifikaci u ženistické správy Karelského frontu a poté plukovním ženistou u 289. pěší divize a brigádním ženistou u 61. brigády námořní pěchoty. V prosinci 1942 byl pomocníkem náčelníka štábu ženijních vojsk 32. armády a od srpna 1943 asistentem náčelníka operačního oddělení štábu ženistů Karelského frontu. Od května 1944 sloužil jako divizní ženista u 122. pěší divize v rámci Karelského a později 2. a 3. ukrajinského frontu.
Roku 1945 vstoupil do Komunistické strany Sovětského svazu. Od října 1945 do ledna 1946 byl pomocníkem a poté i starším pomocníkem náčelníka štábu ženijních vojsk u armády Karpatského vojenského okruhu. Od února 1947 působil jako zástupce náčelníka oddělení ženijní správy Přímořského vojenského okruhu. Stejného roku dokončil obnovené studium na Kujbyševově vojensko-technické akademii. V září 1948 byl jmenován starším důstojníkem oddělení a od ledna následujícího roku náčelníkem oddělení správy štábu vrchního velitele vojsk Dálného východu. V květnu 1953 se stal náčelníkem operačního oddělení a od listopadu 1955 náčelníkem operační správy a zástupcem náčelníka štábu Dálněvýchodního vojenského okruhu.
Roku 1957 byl povýšen do hodnosti generálmajora a poslán ke studiu na Vojenskou akademii generálního štábu. Po jejím absolvování v roce 1959 byl jmenován velitelem 20. gardové motostřelecké divize v Grimmě v rámci Skupiny sovětských vojsk v Německu. V prosinci 1961 se stal náčelníkem štábu Běloruského vojenského okruhu, v letech 1965 až 1968 velel Povolžskému vojenskému okruhu a následně do roku 1974 vykonával funkci prvního zástupce náčelníka Generálního štábu ozbrojených sil Sovětského svazu. Roku 1971 se stal členem Ústředního výboru Komunistické strany Sovětského svazu. Od března 1974 do ledna 1977 působil jako náměstek ministra obrany a předseda státní technické komise.
Dne 8. ledna 1977 byl armádní generál Ogarkov jmenován náčelníkem Generálního štábu ozbrojených sil Sovětského svazu a prvním náměstkem ministra obrany. O šest dní později byl povýšen do hodnosti maršála Sovětského svazu. V roce 1984 se stal velitelem vojsk Západního strategického směru, kterým zůstal až do roku 1988. Poté působil do roku 1992 jako generální inspektor v rámci Skupiny generálních inspektorů Ministerstva obrany Sovětského svazu. Současně od srpna 1991 vedl Všesvazovou radu veteránů války, práce, ozbrojených sil a bezpečnostních složek. Od roku 1992 byl poradcem na Ministerstvu obrany Ruské federace.

## Vojenské hodnosti
- 4. září 1950: plukovník
- 11. července 1957: generálmajor
- 22. února 1963: generálporučík
- 25. října 1967: generálplukovník
- 5. října 1973: armádní generál
- 14. ledna 1977: maršál Sovětského svazu

## Vyznamenání

### Sovětská vyznamenání
- Hrdina Sovětského svazu – 28. října 1977
- Řády Lenina – udělen dvakrát – 28. října 1977 a 28. dubna 1980
- Řád říjnové revoluce – 29. října 1987
- Řád rudého praporu – 21. února 1969
- Řád Suvorova 1. stupně – 4. listopadu 1981
- Řád Vlastenecké války 1. stupně – udělen dvakrát – 23. června 1945 a 6. dubna 1985
- Řád Vlastenecké války 2. stupně – 22. října 1944
- Řády rudé hvězdy – udělen dvakrát – 5. listopadu 1954 a 28. října 1967
- Řád Za službu vlasti v ozbrojených silách 3. stupně – 30. dubna 1975
- Medaile Za bojové zásluhy
- Medaile 100. výročí narození Vladimira Iljiče Lenina
- Medaile za vítězství nad Německem ve Velké vlastenecké válce 1941–1945
- Jubilejní medaile 20. výročí vítězství ve Velké vlastenecké válce 1941–1945
- Jubilejní medaile 30. výročí vítězství ve Velké vlastenecké válce 1941–1945
- Medaile Za dobytí Budapešti
- Medaile 30. výročí sovětské armády a námořnictva
- Medaile 40. výročí Ozbrojených sil SSSR
- Medaile 50. výročí Ozbrojených sil SSSR

### Zahraniční vyznamenání
- Řád Bulharské lidové republiky I. třídy – Bulharsko
- Řád za chrabrost IV. třídy – Bulharsko, 1945
- Řád rudé zástavy – Československo
- Řády praporu Maďarské lidové republiky I. třídy – Maďarsko
- Řády praporu Maďarské lidové republiky III. třídy – Maďarsko
- Süchbátarův řád – Mongolsko
- Řád rudého praporu – Mongolsko
- velkodůstojník Řádu polského znovuzrození – Polsko
- Řád Tudora Vladimireska 1. stupně – Rumunsko
- Scharnhorstův řád – Východní Německo